# George Henrique & Rodrigo
George Henrique & Rodrigo é uma dupla sertaneja formada por George Henrique (vocal) e Rodrigo Carvalho (vocal).

## Biografia
A dupla sertaneja George Henrique & Rodrigo é formada por George Henrique e seu irmão mais novo, Rodrigo. Eles são naturais de Goiânia e formaram a dupla após George Henrique observar seu irmão cantar em cantorias familiares. A dupla começou cantando em bares de Goiânia, com Rodrigo assumindo a primeira voz. A primeira música de relevância da dupla saiu em 2011, "Receita de Amar". A canção chamou a atenção de Bruno, da dupla Bruno & Marrone, que se tornou parceiro recorrente de George Henrique & Rodrigo.
Em 2013, a dupla lança Conto Até Dez, que teve metade do repertório escrito pela própria dupla. Em 2016, saiu Ouça com o Coração, com os singles "Desisto ou Insisto", "Seu Oposto" e "Deixa Eu Voar" com a participação das duplas Jorge & Mateus e Henrique & Juliano. Em 2017, assina com a Universal Music Brasil e lança De Copo em Copo, que trouxe músicas como "Segue o Plano" e "Cliente Preferencial". O projeto foi produzido por Eduardo Pepato. Nos períodos seguintes, os artistas apostaram em singles e EPs, como "Compartilhando Mágoa" (com Zé Neto & Cristiano).
Em 2019, saiu o EP Bagunça Minha Vida, cuja produção musical foi assinada por Ivan Miyazato. Nos anos seguintes, a dupla apresentou o EP Ao Vivo em Brasília, cujo principal sucesso foi "Vai Lá em Casa Hoje", com participação de Marília Mendonça. A música, que chegou a figurar no TOP 200 do Spotify e no TOP 10 brasileiro, foi o último lançamento da cantora em vida e se tornou uma das músicas mais executadas nas rádios brasileiras e nas plataformas digitais em 2022.
Em 2023, a dupla lança o álbum Influências, com duas músicas inéditas e regravações de músicas de outros artistas sertanejos. No mesmo ano, lançaram, em parceria com Guilherme & Benuto, o single "Beijo Equivocado", que alcançou mais de 10 milhões de streams e 15 milhões de visualizações no YouTube. Em 2024, lançaram o single "Resquícios", que ficou no Top 200 do Spotify.

## Discografia
- Esquenta pra Balada (2011)
- Conto Até Dez (2013)
- Ouça com o Coração (2016)
- De Copo em Copo (2018)
- Bagunça Minha Vida (2019)
- Ao Vivo em Brasília (2022)
- Influências (2023)